# Столкновения в Алеппо (1980)
Столкновения в Алеппо - военная операция, проведенная силами сирийского правительства во главе с Хафезом Асадом в 1980 году в ходе Исламистского восстания, под лидерством Братьев-мусульман.

## Предпосылки

### Протесты
Алеппо традиционно расценивается как наиболее важный город Сирии после Дамаска, и был важным центром для членов Сирийской демократической и светской оппозиции, а также вооруженных исламистских организаций. Город был целью боевиков во время теракта в Алеппском артиллерийском училище в июне 1979 года, а также во время боевых столкновения между правительственными силами безопасности и исламистской оппозицией осенью 1979 года. Ячейки радикальных исламистов нападали на полицейские патрули, в результате чего сирийское правительство начало применять вооруженные силы и силы безопасности для разгона протестующих, что приводит к многочисленным жертвам.
Правительственные силы безопасности пресекли оппозицию в Алеппо, рейдерские оппозиционные центры и места встреч. Правительственные силы безопасности состоят из 5000 солдат оборонительной бригады, а также многих тысяч сотрудников полиции. Несмотря на большое присутствие вооруженных правительственных солдат на достаточно большой части города, Алеппо выпал из под контроля Сирии.

### Рост оппозиционной активности
Насилие в городе началось в ноябре 1979 года, после того, как силы безопасности арестовали Шейх Заина аль-Дина Каиралла, ведущий голос среди исламистов и руководитель пятничной молитвы в Великой мечети Алеппо. После его ареста оппозиционная деятельность и насилие увеличивается в геометрической прогрессии, с ежедневными демонстрациями, забастовки и митингами, и увеличилось количество нападений на офисы партии Баас. Исламистская оппозиция были самой большой угрозой для государства, так как они были лучше вооружены и организованы.

## Ход событий
В начале марта 1980 года сирийские Братья-мусульмане закрылись в деловом районе города Алеппо в течение двух недель. Протесты подтолкнули к новым протестам и в других городах, таких как Хама, Хомс, Хасака, Идлиб и Дейр-эз-Зор.
В ответ на забастовки и общее увеличение оппозиционной деятельности, в середине марта подразделения 3-й бронетанковой дивизии сирийской армии были переброшены в Алеппо из Дамаска и Ливана. Дивизия была усилена подразделениями спецназа, а также дополнительные подразделения защитной бригады. Сирийские правительственные войска, численностью около 30 000 человек находятся в Алеппо.
Подразделения спецназа вошли город первыми, на 1 апреля 1980 года. 3-я бронетанковая дивизия, в свою очередь, развернулась к 6 апреля. Развернутая дивизия вместе с сотнями танков и бронетранспортеров, которые участвуют в жестоких репрессиях, часто ведут беспорядочный огонь по жилой недвижимости. Правительственные силы оцепили кварталы, а затем вели обыски в домам подозреваемых в поисках оружия. Генерал Шафик Фаяда, как сообщается, стояли на танке на 5 апреля заявил о своей готовности «убивать по тысячи людей в день, чтобы избавить город от Братьев-мусульман.»
К середине апреля уже были многочисленные потери, в то время как многие другие боевики были задержаны и помещены под стражу. Места содержания под стражей распространилась по всему городу. Подразделения специального назначения создали лагерь в Цитаделе Алеппо.

### Мятежи и резня
Правительственные силы в значительной мере восстановили контроль над городом, хотя ситуация оставалась напряженной. Однако новые столкновения начались летом 1980 года. В ответ за нападение на правительственный патруль, подразделения специального назначения сгоняют мужчин в случайном порядке в квартал Сук аль-Ахад на 1 июля. Отряды сгоняют случайную группу из 200 мужчин в возрасте от пятнадцати и старше, а затем открыть по ним огонь, убив 42 и ранив более 150 человек.

## Результат
Приблизительно 1000—2000 человек погибли во время осады, в ходе уличных боев или были казнены в ходе зачистки города. По крайней мере 8000 были арестованы; другие источники говорят о 10 000 заключенных. С 1979 по 1981 Братьями-мусульманами в Алеппо были убиты более 300 человек, почти все из которых были баасистскими чиновниками-алавитами, а также некоторые священники, которые ранее осуждали кампанию террора, развязанную этой организацией.